# Herman Boets
Herman Boets (29 maart 1953) is een Belgische acteur, regisseur en auteur. Hij was van 1976 tot 2009 leraar Nederlands, Engels en Lichamelijke Expressie aan het Sint-Gummaruscollege in Lier. Boets is nu voluit gegaan voor een voltijdse carrière als acteur, auteur, vertaler en regisseur. Herman Boets is de vader van Jonas Boets die eveneens auteur is van Vlaamse kinderboeken.

## Biografie
Boets studeerde af aan de Universiteit Antwerpen en behaalde een licentiaat Germaanse filologie. Daarna genoot hij van 1975 tot 1976 een cursus drama. Waarna hij als amateur acteur in 1971 aan de slag ging tot 1991. Daarna ging hij verder als semi-prof tot hij in 2005 professioneel begon te acteren in bijberoep. In 2009 besloot Boets te stoppen als leraar en voluit te gaan voor zijn voltijdse passie.
Zijn allereerste gastrol op TV was in de serie Wittekerke in 1996. Zijn debuut als acteur kwam er in 2004 toen hij bekendheid verwierf met de rol als wetsdokter Leo in Aspe. Hij vertolkte ook de rol van politieagent Roger Van Asten in de jeugdreeks Spring. Verder had hij vele gastrollen, zo verscheen hij in 2015 nog in Familie.
Boets is tevens zaakvoerder van het Theatergezelschap De Seine BV in Lier. Hij is zelf ook actief bij "De Seine" en "Schoolbond Theater Lier" waar hij afwisselend regisseert en acteert. Boets regisseerde al meer 80-tal werken in een diverse omgeving waaronder de videoclip ‘Doden in de buitenspelval’ uitgezonden op VRT (Argus).

## Auteur
Als auteur schreef Boets onder andere de volgende werken:
- De Buis van Eustachius (Almo)
- De Laatste Lach (met Bert Heemkleed) (Sabam)
- Weet ge wat? (Almo)
- Dit is geen leven (Almo)
- Bob en Benny (Almo)
- Hof Van Heden (Almo)
- De Zaak Ampersant (Almo)
- Mireille (Almo)

## Vertaler
Naast het uitlenen van zijn stem aan animatiefilms doet hij ook vertalingen zoals:
- Laurel & Hardy gaan naar de hemel (Paul Auster)
- The 39 Steps (Patrick Barlow)
- De reis rond de wereld in 80 dagen (S. Azzopardi & S. Danino)